# Курц, Тони
Тони Курц (нем. Toni Kurz; 1913—1936) — немецкий альпинист, участник одной из первых попыток восхождения на вершину Эйгер (3970 м.) в Бернских Альпах по Северной стене. Погиб 22 июля 1936 года во время спуска от обморожений и общего истощения. Трагедия восхождения 1936 года по Северной стене Эйгера считается одной из наиболее известных в истории альпинизма.

## Ранние годы
Тони Курц родился в Берхтесгадене (Бавария) 13 января 1913 года. Точных данных о первых годах жизни нет. По начальному образованию получил профессию слесаря. С 1934 года проходил службу в горнострелковой части (нем. Gebirgstruppe) Вермахта в Бад-Райхенхалльле. Во время службы в 1936 году сдал экзамен по квалификации горный гид (нем. Heeresbergführer). Вместе с Андреасом Хинтерштойссером в 1934—1936 годах совершил ряд восхождений высшей VI категории сложности в Бернских Альпах.

## Восхождение по Северной стене Эйгера
До конца 1930-х годов восхождение на вершину Эйгер по Северной стене оставалось последней нерешённой задачей технического альпинизма в Альпах. Остальные «большие стены», такие, как стены Гранд-Жораса и Маттерхорна были пройдены. До 1936 года немногочисленные попытки пройти Северную стену были неудачными, а восхождение, предпринятое в 1935 году Карлом Мерингером и Максом Зедльмайером закончилось трагически — оба альпиниста погибли.
Тони Курц в связке с Андреасом Хинтерштойссером начали восхождение ранним утром 18 июля. Начало маршрута было выбрано немного правее центра стены под скальным нависанием, известным как «Рыжая скала» (нем. Rote Fluh). Практически на старте маршрута к Курцу и Хинтерштойссеру присоединилась двойка из Австрии — Эдди Райнер и Вилли Ангерер. Довольно быстро поднявшись по этой части маршрута до «Рыжей скалы», альпинисты подошли к невероятно сложному скальному участку рельефа, который требовалось преодолеть, чтобы выйти к началу «Первого ледового поля» — большому леднику по центру стены. Он был пройден Хинтерштойссером и после получил его имя — «Траверс Хинтерштойссера». На этом участке маршрута альпинисты допустили фатальную ошибку — сняли провешенные страховочные верёвки, без которых безопасный путь спуска по пути подъёма был невозможен. В этот же день во время подъёма по «Первому ледовому полю» Вилли Ангерер, предположительно, получил травму головы во время камнепада.
На следующий день (19 июля) альпинисты продолжили восхождение. Им удалось пройти «Второе ледовое поле» — ещё один ледник в центре Северной стены, и достичь точки, известной как «Смертельный бивуак» — места смерти Мерингера и Зедльмайера. Тогда же наблюдатели за восхождением из местечка Кляйне-Шайдегг обратили внимание на резко упавший темп подъёма альпинистов.
Рано утром 20 июля Курц и Хинтерштойссер начали дальнейшее восхождение, но к полудню подъём был прерван и альпинисты начали спуск вниз. Спуск проходил медленно и им вновь пришлось заночевать посреди ледника. 21 июля в условиях надвигающейся непогоды четвёрка продолжила спуск. Когда они попробовали преодолеть «Траверс Хинтерштойссера», стало ясно, что без натянутых страховочных верёвок траверс в обратную сторону непроходим. Им ничего не оставалось, как попытаться спуститься диаметрально вниз на более чем 200 метров по лавиноопасному склону до наклонной полки, по которой можно было добраться до штольни станции "Эйгервэнд". 

Тело Тони Курца

Альпинисты смогли пройти большую часть пути, когда со склонов Эйгера сошла мощная лавина. Хинтерштойссер, который готовил станцию и не был пристёгнут к страховочной верёвке, был сметён вниз к подножию стены. Курц, Ангерер и Райнер были связаны одной верёвкой, пропущенной через карабин, защелкнутый в скальный крюк. Курца и Ангерера также сорвало с уступа, на котором те находились, но их падение задержал Эдди Райнер, которого маятником бросило на скалу весом двух сорвавшихся товарищей. Эдди Райнер погиб от травмы груди, Ангерер после удара о скалу в результате падения не подавал признаков жизни. Курц не получил травм и висел на верёвке под нависающим карнизом над мёртвым Ангерером и под мёртвым Райнером.
Вечером 21 июля обходчик железнодорожного туннеля, проходящего сквозь Эйгер, вышел по технологической штольне на стену и окрикнул альпинистов. В ответ он услышал крик о помощи. Обходчик вызвал спасателей, которые по наклонной полке смогли добраться до висящего Курца, но ночью и во время шторма, который к этому времени бушевал, помочь ничем ему не могли.
Утром 22 июля спасатели вернулись. Курц был ещё жив, он смог пережить страшную ночь, но дорогой ценой — его левая рука была полностью обморожена, а он сам был истощён. Единственным способом для спасателей добраться до Тони Курца было повторить подъём через «Траверс Хинтерштойссера», а затем повторить спуск, что при квалификации спасателей и после шторма было немыслимо. Таким образом, Курцу, руководствуясь советами спасателей, нужно было спасать себя самому. Вначале он смог обрезать верёвку ниже себя с Вилли Ангерером. Затем поднялся на уступ к Эдди Райнеру. Затем долгие часы одной рукой распутывал верёвку, чтобы её удлинить и спустить спасателям. Когда верёвка была спущена, спасатели привязали к её концу спусковую верёвку. Однако, когда Курц начал её выбирать, выяснилось, что она коротка, и спасатели нарастили её, привязав к ней ещё один кусок. Когда Тони Курц начал спуск, узел, связывающий верёвки, застрял в его карабине и он повис буквально в считанных метрах над головами спасателей.
Через некоторое время, Курц, так и не сумевший просунуть узел через карабин, умер на глазах у спасателей. Последними словами Курца были: «Я больше не могу». Его тело было снято со стены немецкими горными гидами и захоронено на кладбище в Берхтесгадене.

## Упоминание в массовой культуре
Фильм «Манящее безмолвие» (2007) — экранизация одноимённой книги Джо Симпсона, посвящённой трагедии 1936 года. В роли Тони Курца Роджер Шали.
Фильм «Северная стена» (2008) — режиссёр Филипп Штёльц, художественная экранизация трагедии 1936 года. В роли Тони Курца Бенно Фюрман.